# Гла, Стефан
Стефан Гла (фр. Stéphane Glas, родился 12 ноября 1973 года в Бургуэн-Жальё) — французский регбист, выступавший на позиции центрового; тренер. Работал тренером защитников в командах «Монпелье Эро», «Ойонна» и «Гренобль».

## Игровая карьера
Воспитанник школы клуба «Бургуэн-Жальё», за команды которого играл на протяжении 22 лет, в 2003—2009 годах представлял команду «Стад Франсе». В сезоне 2004/2005 вышел с командой в финал Кубка Хейнекен, играя в центре с Брианом Либенбергом. В финале его команда проиграла «Тулузе» со счётом 12:18 в дополнительное время.
В сборной Франции дебютировал 3 февраля 1996 года в матче против Шотландии (поражение 14:19 на Кубке пяти наций на «Маррифилде»), когда вышел на замену. Сыграл 37 матчей и набрал 45 очков благодаря 9 попыткам. Серебряный призёр чемпионата мира 1999 года, на чемпионате мира 2003 года с командой занял 4-е место. Последнюю игру провёл 30 июня 2001 года против Новой Зеландии.
1 ноября 1995 года сыграл один матч за звёздный клуб «Барбарианс Франсез» в Тулоне против новозеландцев (поражение 19:34).

## Стиль игры
Гла прославился в регби способностью выдерживать паузу, плавностью движений и техникой точного паса, однако считался слишком лёгковесным для борьбы против мощных физически игроков из Южного полушария.

## Тренерская карьера
В 2010—2012 годах тренировал клуб «Сен-Савен» из дивизиона Федераль 2. В 2012—2015 годах вошёл в тренерский штаб «Монпелье Эро», возглавляемый Фабьен Галтье, и стал тренером защитников, работая в паре с Марио Ледесмой, тренером нападающих. После отставки Ледесмы в ноябре 2014 года хотел уйти в отставку, однако президент клуба Мохед Альтрад отставку не принял. 29 декабря 2014 года в отставку ушёл Шалтье, но Гла проработал до конца сезона, уже под руководством Джека Уайта вместе с Шоном Соуэрби и Дидье Бе.
20 января 2015 года клуб «Ойонна» объявил о назначении Гла по окончании сезона тренером своей команды на три года. К обязанностям Гла приступил 1 июля 2015 года, взяв в помощники Оливье Азама и Паскаля Пейрона, а в ноябре 2015 года Азам был заменён на Йоханна Отье. По окончании сезона клуб вылетел в Про Д2, а Пейрона сменил Адриен Буононато. В январе 2017 года Гла объявил об уходе из клуба вместе с Отье по окончании сезона. Работу в клубе он завершил, вернув «Ойонну» в Топ-14 по итогам сезона 2016/2017.
С сезона 2017/2018 Гла является тренером защитников в клубе «Гренобль», вылетевшем в Про Д2, и работает с Девальдом Сенекалем, тренером нападающих.

## Достижения

### Клубные (игрок)
- Топ 14
  - Чемпион: 2003, 2004, 2007 («Стад Франсе»)
  - Финалист: 1997 («Бургуэн-Жальё»), 2005 («Стад Франсе»)
- Финалист Челленж Ив дю Мануар: 1997, 1999 («Бургуэн-Жальё»)
- Финалист Кубка Хейнекен: 2005 («Стад Франсе»)
- Европейский кубок вызова
  - Победитель: 1997 («Бургуэн-Жальё»)
  - Финалист: 1999 («Бургуэн-Жальё»)

### В сборной (игрок)
- Кубок шести наций:
  - Чемпион и обладатель Большого шлема: 1997, 1998
- Победитель Латинского кубка[фр.]: 1997

### Тренерские
- Чемпион Про Д2: 2017
- Лучший член тренерского штаба (Nuit du rugby): 2016/2017, совместно с Йоханном Отье и Адриеном Буононато